# Linia kolejowa 194 Prešov – Bardejov
Linia kolejowa 194 Prešov – Bardejov – linia kolejowa na Słowacji o długości 45 km, łącząca miejscowości Preszów i Bardejów. Jest to linia jednotorowa oraz niezelektryfikowana.